# Fort de Marchovelette
Petit fort triangulaire très semblable au fort d'Évegnée, bien que son tracé soit unique en son genre, le fort de Marchovelette, situé au nord-est de la ville de Namur, a été (avec Cognelée) un des forts de la position fortifiée de Namur le plus violemment bombardé, aussi bien en 1914 qu’en 1940. En effet, parmi forts situés à l'est de la ville (côté Allemagne), ceux de la rive gauche étaient situés dans un environnement moins accidenté, plus propice à une approche par l'infanterie.
Le fort a été bâti en 1892.

## Première guerre mondiale
En 1914, la garnison, terrorisée par la violence inouïe du bombardement, s’était enfuie dès le premier jour de l’attaque, le 21 août (elle fut remplacée le lendemain). À l’instar du fort de Chaudfontaine, Marchovelette fut percé de part en part et il s’en est fallu de peu qu’il ne connaisse le même sort que le fort de Loncin. Toutes les munitions entreposées dans les couloirs ont sauté, mais les poudrières sont demeurées intactes.
Durant l'occupation, en 1915 et 1916, les allemands réparèrent les dégâts et modifièrent les structures du fort. Il fut réarmé au cours des années 1930.

## Seconde Guerre mondiale
En 1940, Marchovelette fut à nouveau, avec Suarlée, le premier fort de la position fortifiée de Namur à subir les bombardements allemands. Les Stukas et les canons de 88 mm eurent rapidement raison des défenses du fort. La tour d’aération fut à moitié détruite par les canons antichar de 88 mm (c’est la tour d’aération qui a été le plus endommagée de toutes).

## Aujourd'hui
Domaine militaire, il sert de nos jours (2007) à des essais d’explosifs. L’entrée est formellement interdite, sauf autorisation spéciale, et il est gardé en permanence. Les accès secondaires ont été obturés afin de sécuriser le site.
Le pont roulant a été supprimé et le fossé qu’il recouvrait a été bouché.

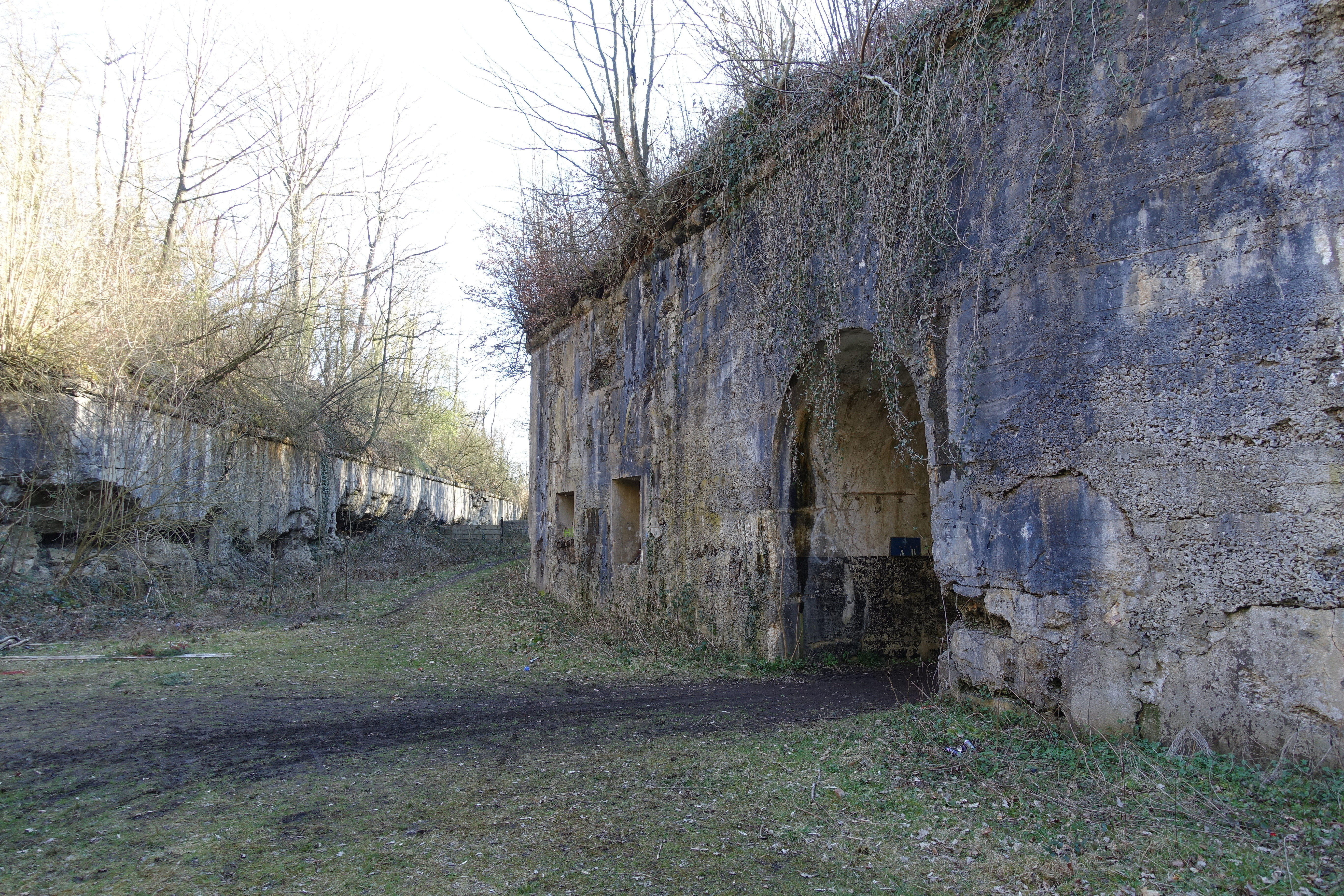
Entrée vue de l'intérieur
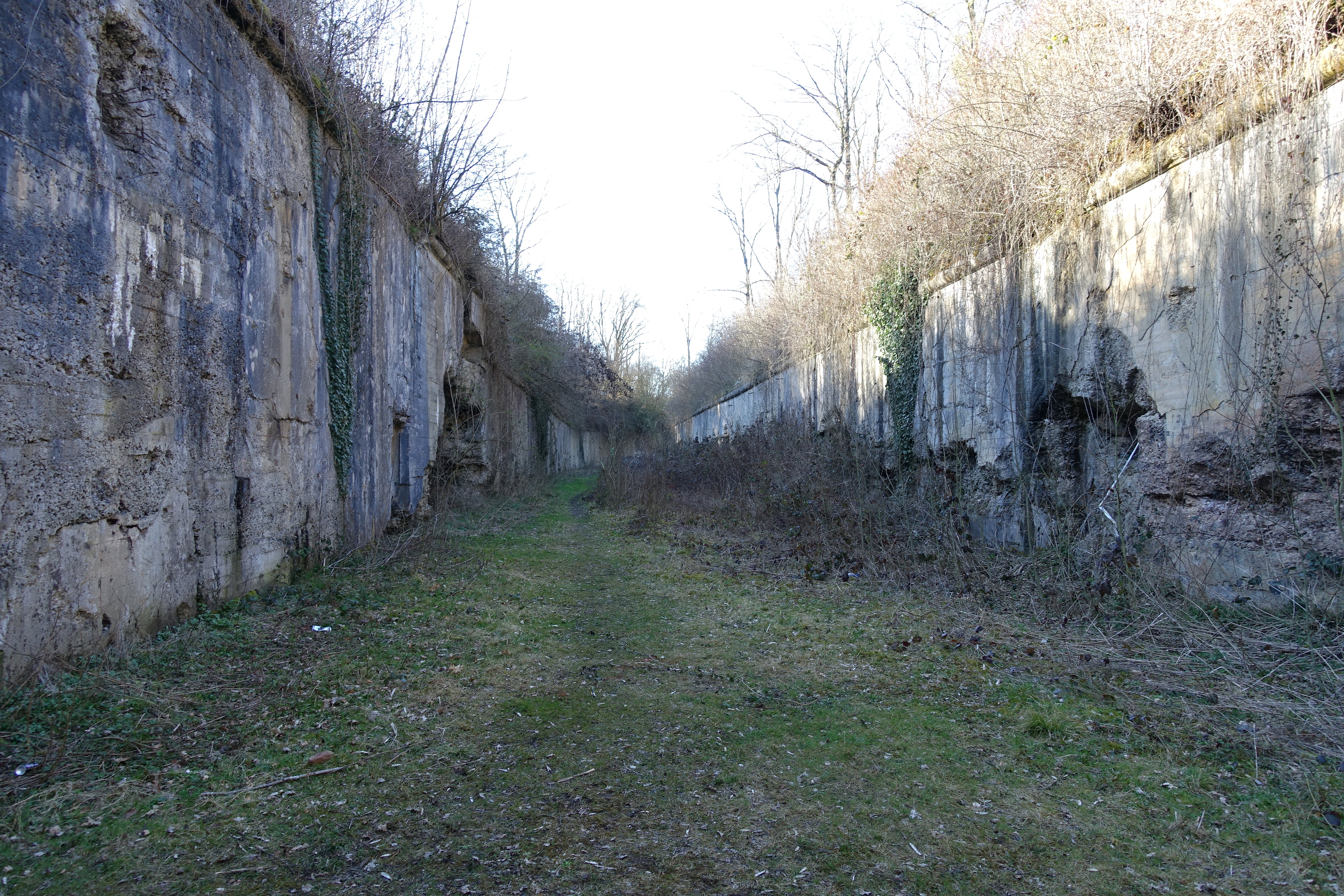
Rempart
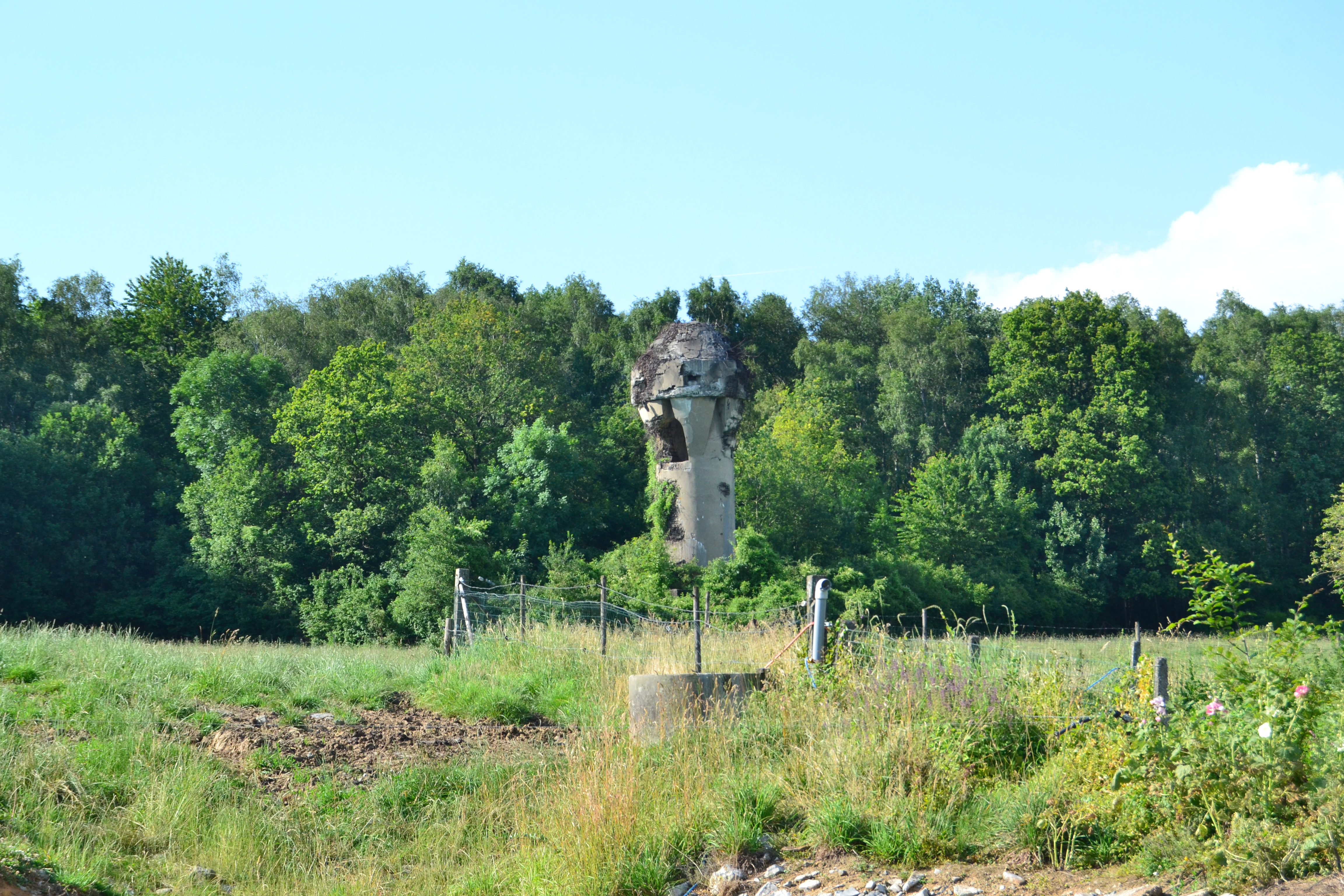
Tour d'aération